# Brama Kaliska
Brama Kaliska, nebo přesněji Brama Kalisko-Dąbrowska a polsky také Relikty Bramy Kaliskiej a česky Kališská brána nebo pozůstatky Kališské brány, jsou renovované ruiny zaniklé městské brány města Wieluń v okrese Wieluń v mezoregionu Wysoczyzna Złoczewska v Lodžském vojvodství v Polsku.

## Historie a popis brány
Brána, která je součástí zbytku městských hradeb, pochází ze 14. století a byla odkryta v letech 2000-2001. Současný stav je rekonstrukcí stavby z vápencových kamenů obranné věže a předbraní. Název brány je odvozen od směru cesty, která vedla do vzdáleného města Kalisz či blízké vesnice Dąbrowa. Podle archeologů a historických záznamů byla brána ve svých počátcích pouze výklenkem v jednodušším zemním valu a později byla přestavována. Koncem 16. století začali obyvatelé města přistavovat v areálu brány obytné budovy, čímž stavba ztratila svůj původní obranný charakter. Následná degradace městského opevnění, která začala v polovině 17. století, a pro tu dobu typické rozšiřování měst vedly ke zbourání brány a zasypání příkopu v roce 1823. Ve stavbě je umístěn také pamětní kříž a na něm pamětní deska s citátem:
| „ | Chrystusowi, Królowi, Zbawicielowi Świata na przełomie wieków 2000/2001 w 22 rocznicę pontyfikatu Jana Pawła II wierni Wielunianie. | Kristu, Králi, Spasiteli světa na přelomu roků 2000/2001 při 22. výročí pontifikátu Jana Pavla II., věřící z Wieluně. | “ |

## Galerie

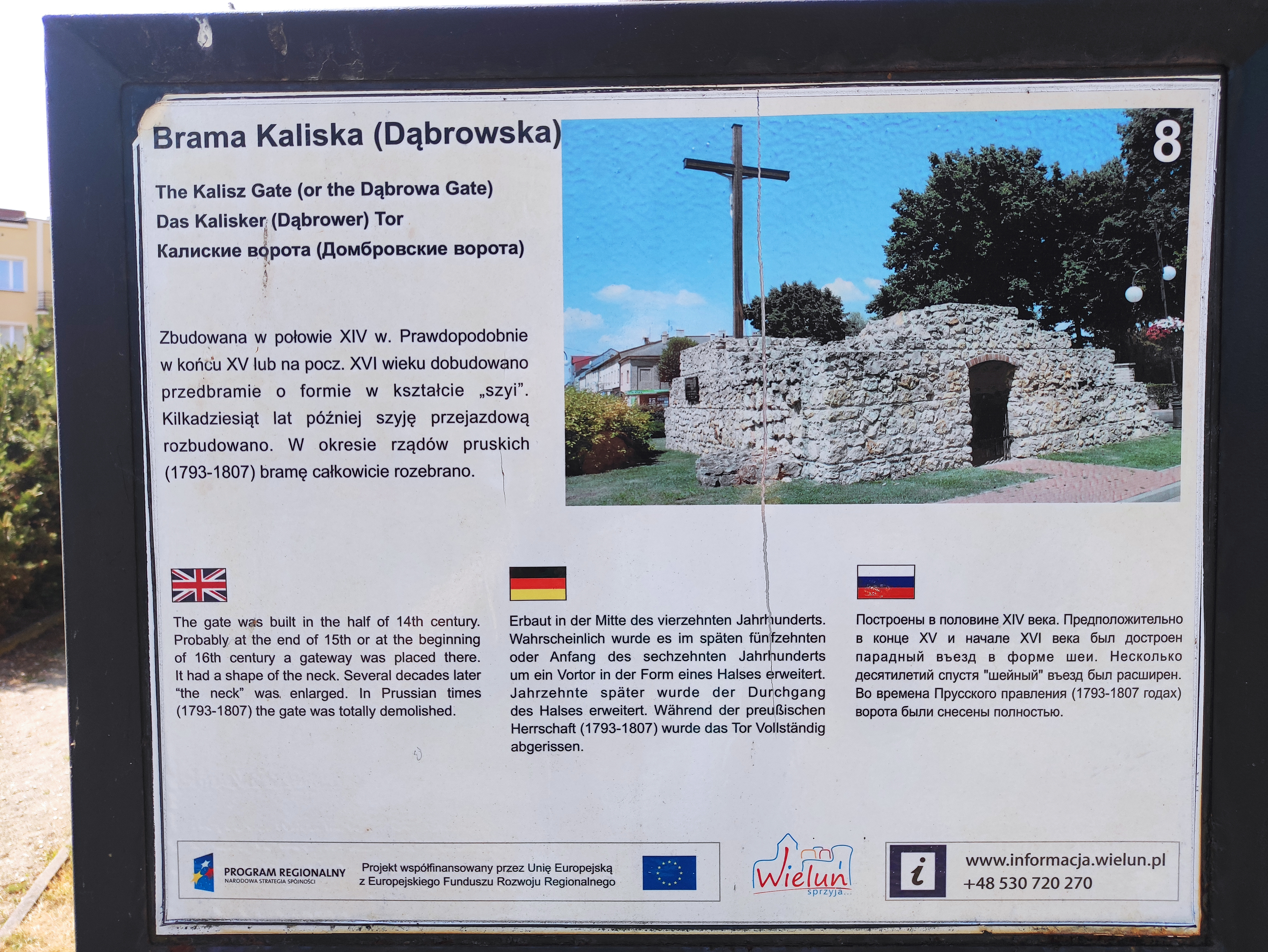
Informační panel u brány
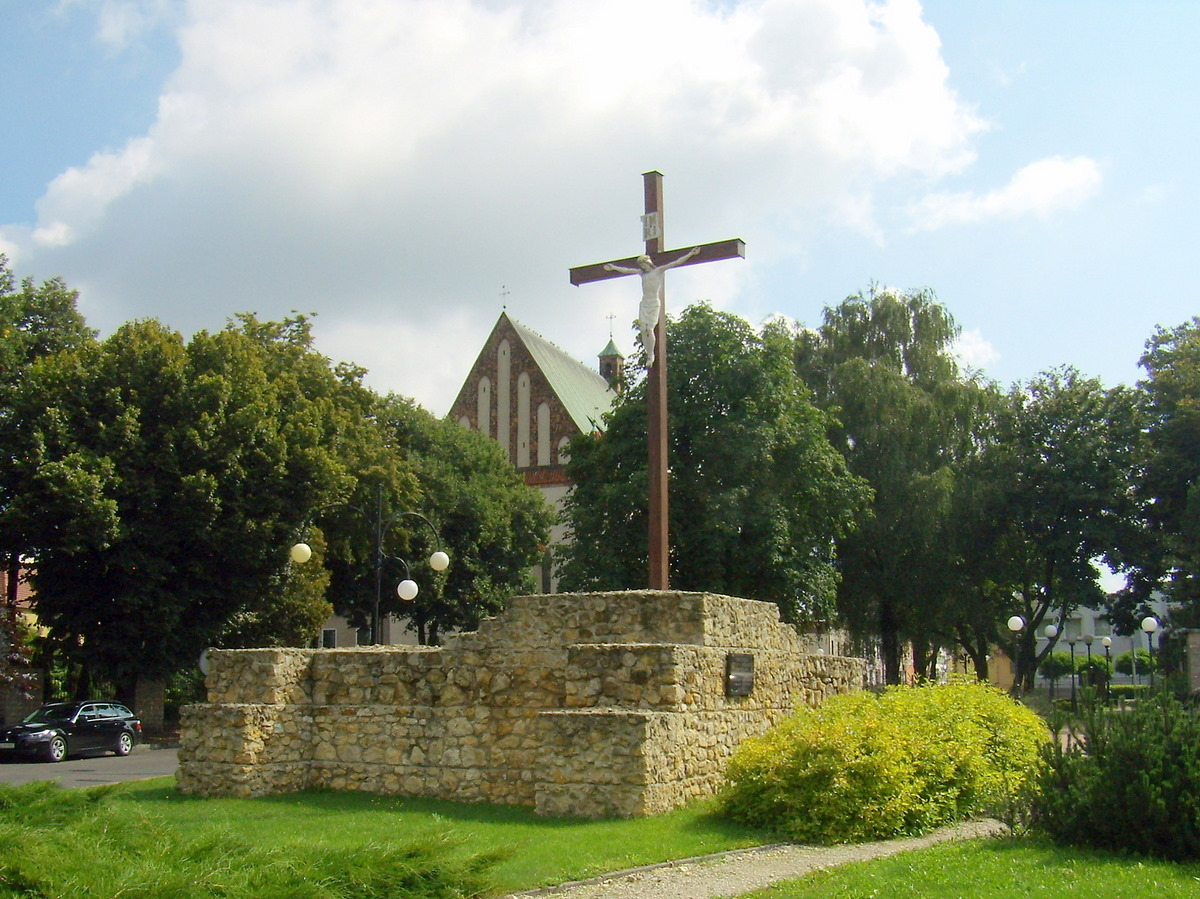
Celkový pohled na bránu
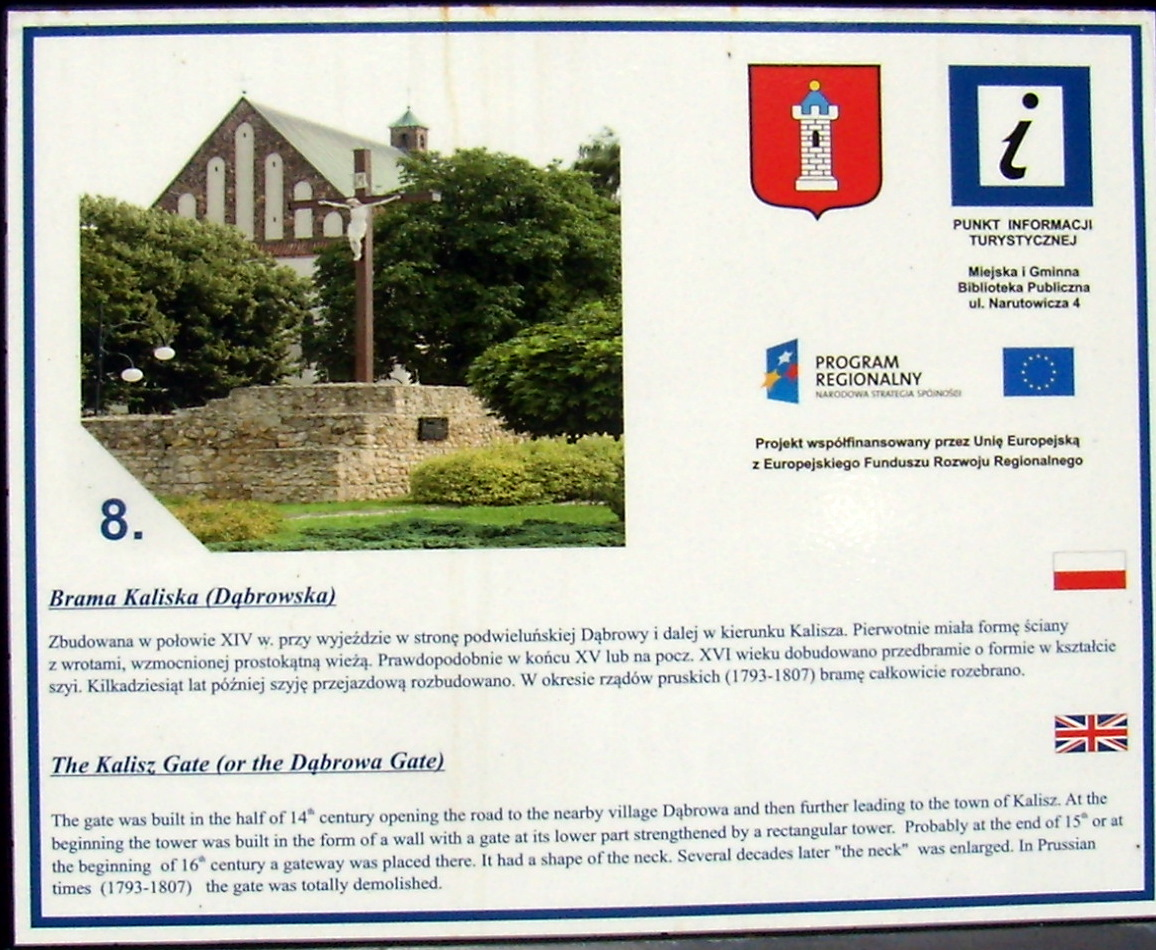
Informační panel u brány